# Белмонт (Мисисипи)
Белмонт (енгл. Belmont) град је у америчкој савезној држави Мисисипи.

## Демографија
По попису из 2010. године број становника је 2.021, што је 60 (3,1%) становника више него 2000. године.
| Група             | 2000.         | 2010.         |
| Белци             | 1.780 (90,8%) | 1.759 (87,0%) |
| Афроамериканци    | 11 (0,6%)     | 4 (0,2%)      |
| Азијати           | 0 (0,0%)      | 2 (0,1%)      |
| Хиспаноамериканци | 159 (8,1%)    | 235 (11,6%)   |
| Укупно            | 1.961         | 2.021         |